# 拉雷納
33°27′S 70°33′W / 33.450°S 70.550°W

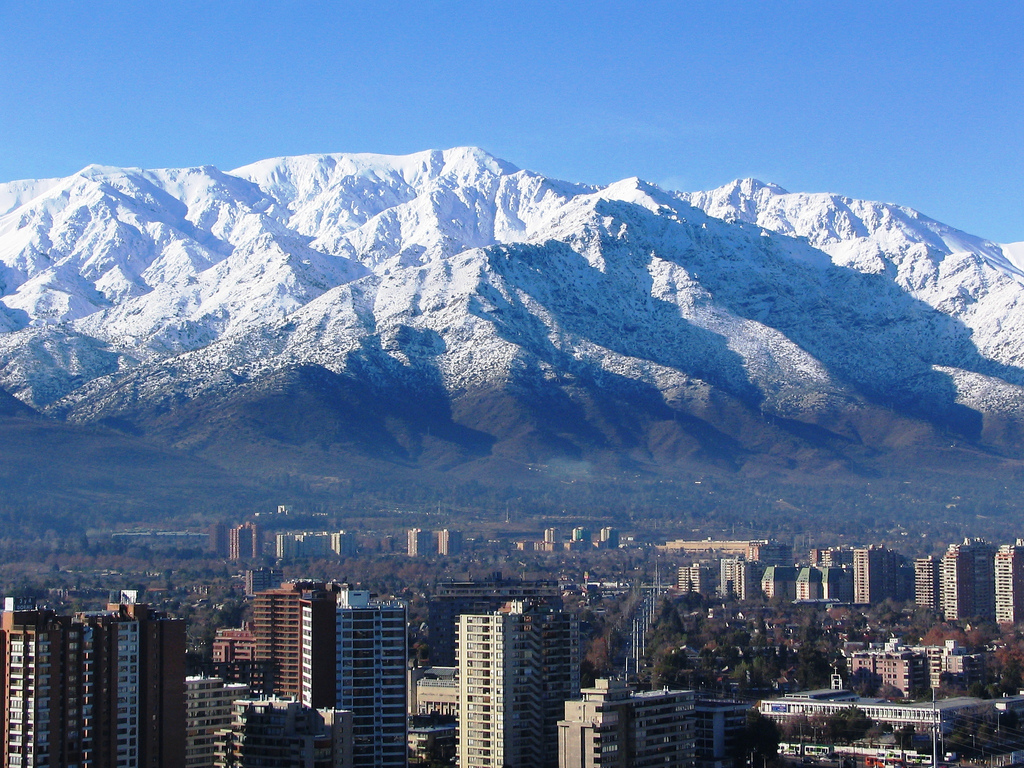

拉雷納（西班牙語：La Reina），是智利的城鎮，位於該國中部聖地亞哥首都大區的聖地亞哥省，始建於1963年7月1日，面積23.4平方公里，海拔高度707米，2012年人口91,927人，人口密度每平方公里9,618.3人。